# Kamila Wasek
Kamila Wasek (ur. 10 stycznia 1992) – polska judoczka.
Zawodniczka MKS Juvenia Wrocław (2005-2014). Brązowa medalistka mistrzostw Europy kadetek 2008. Złota i trzykrotna brązowa medalistka zawodów Pucharu Europy juniorek w 2011. Brązowa medalistka mistrzostw Polski seniorek 2011 w kategorii ponad 78 kg. Ponadto m.in. młodzieżowa mistrzyni Polski 2014.